# Tok Szok
Tok Szok – talk-show TVP2 emitowany w latach 1996–1998. Program był prowadzony przez Jacka Żakowskiego i Piotra Najsztuba, którym towarzyszył pies Lisek. W latach 1998–1999 był emitowany w Polsacie. Jego kontynuacją był Tok2Szok emitowany w TV4 w latach 2006–2007.
Do programu zapraszano czołowe osobistości ze świata polityki, kultury, czy sportu.